# Together Again (Janet Jackson)
Together Again è una canzone della cantautrice statunitense Janet Jackson, estratto nel 1997 come secondo singolo dell'album The Velvet Rope.

## Descrizione
La canzone è un tributo della Jackson agli amici scomparsi a causa dell'AIDS. Originariamente scritta come ballata, fu riarrangiata in chiave dance quando la cantante si rese conto che i suoi amici non avrebbero voluto in dedica un brano lento.
Il singolo fu l'unico estratto da The Velvet Rope ad ottenere consensi. Portò la popstar alla vetta della classifica di Billboard per l'ottava volta nella sua carriera, oltre che alla posizione numero otto di quella rhythm and blues/hip hop negli Stati Uniti. Vendette circa sei milioni di copie nel mondo, diventando uno dei dischi di maggiore successo per un'artista donna in Regno Unito, dove raggiunse il quarto posto.

## Il video
Per Together Again furono realizzati tre videoclip. Il primo, montato sull'audio originale dell'album, fu diretto da Seb Janiak e ritrae la Jackson e le sue ballerine che danzano durante un safari in Africa, circondate da elefanti, giraffe e animali selvatici (in una scena la cantante abbraccia se stessa: la se stessa abbracciata è, in realtà, interpretata da Nikki Pantenburg, una delle sue ballerine). Agli MTV Video Music Awards del 1998 ricevette una nomination come "Miglior video dance". Il secondo filmato, che ha come base sonora la versione Deep Extended Remix, è ambientato in una discoteca, dove Janet e i suoi amici ballano e si divertono sulla pista da ballo. Le immagini della terza clip, editate sul brano in modalità Deeper Remix, furono invece girate da René Elizondo e ritraggono la popstar in un appartamento, che sta andando col pensiero ad un amico. Gli ultimi due di questi tre video furono inseriti nell'edizione su DVD del 2001 dell'album All for You e nella videoraccolta del 2004 From janet. to Damita Jo: The Videos.

## Tracce
Singolo vinile 12" Regno Unito
1. Together Again (Tony Humphries 12" Edit Mix) – 9:57
2. Together Again (Tony Humphries FBI Edit Dub) – 7:20
3. Together Again (DJ Premier 100 in a 50 Remix) – 5:22
4. Together Again (DJ Premier 100 Just the Bass Vocal) – 5:21
5. Together Again (Jimmy Jam Deep Remix) – 5:46

Singolo vinile remix 12" Regno Unito
1. Together Again (Tony Humphries Club Mix) – 6:44
2. Together Again (Tony Humphries 12" Edit Mix) – 9:57
3. Together Again (Tony Humphries FBI Dub) – 7:20
4. Together Again (Tony Humphries White&Black Dub) – 6:30

Singolo maxi CD Regno Unito/Giappone/Australia
1. Together Again (Radio Edit) – 4:07
2. Together Again (Tony Humphries Club Mix) – 6:44
3. Together Again (DJ Premier 100 in a 50 Remix) – 5:22
4. Together Again (Jimmy Jam Deep Remix) – 5:46
5. Together Again (Tony Moran 7" Edit W/Janet Vocal Intro) – 5:29
6. Together Again (Jimmy Jam Deeper Radio Edit) – 4:00

Singolo vinile 12" Stati Uniti
1. Together Again (Tony Moran 12" Club Mix) – 11:00
2. Together Again (Tony Humphries Club Mix) – 6:44
3. Together Again (Jimmy Jam Extended Deep Club Mix) – 6:29
4. Together Again (DJ Premier Just the Bass) – 5:22

Singolo maxi CD Stati Uniti
1. Together Again (Radio Edit) – 4:07
2. Together Again (Jimmy Jam Deeper Radio Edit) – 4:00
3. Together Again (Jimmy Jam Deep Radio Edit) – 4:16
4. Got 'til It's Gone (Ummah Jay Dee's Revenge Mix) – 3:45

### Remix ufficiali
1. Album Version – 5:01
2. Radio Edit – 4:08
3. Single Edit – 4:22
4. Colombia Edit – 3:42
5. Jimmy Jam Deep Remix – 5:49
6. Jimmy Jam Deep Radio Edit – 4:16
7. Jimmy Jam Extended Deep Club Mix – 6:29
8. Jimmy Jam Deeper Remix – 4:53
9. Jimmy Jam Deeper Radio Edit – 4:00
10. Tony Moran 7" Edit W/Janet Vocal Intro – 5:29
11. Tony Moran 12" Club Mix – 11:00
12. Tony Moran Radio Edit – 5:20
13. Tony Moran T&G Dub – 6:45
14. Tony Moran T&G Tribal Mix – 6:53
15. Tony Humphries Club Mix – 6:44
16. Tony Humphries 12" Club Mix – 9:57
17. Tony Humphries FBI Dub – 7:20
18. Tony Humphries White&Black Dub – 6:30
19. DJ Premier 100 in a 50 Mix – 5:22
20. DJ Premier Just the Bass – 5:22
21. Jonathan Peters Sound Factory Floor/Original Mix – 12:29
22. Jonathan Peters Tight Mix – 15:24
23. Jonathan Peters Tight Mix Edit Pt. 1 – 5:25
24. Jonathan Peters Tight Mix Edit Pt. 2 – 9:49
25. Jonathan Peters Vocal Radio Mix – 4:28
26. Jonathan Peters Mixshow – 7:09
27. Call out Hook (Chorus) – 0:13
28. Call out Hook (Verse) – 0:16
29. Call out Hook (Deep Mix) – 0:15
30. Call out Hook (Deeper Mix) – 0:20

## Classifiche
| Classifica (1997)              | Massima posizione |
| ------------------------------ | ----------------- |
| Regno Unito                    | 4                 |
| Classifica (1998)              | Massima posizione |
| Australia                      | 4                 |
| Austria                        | 6                 |
| Belgio (Fiandre)               | 2                 |
| Belgio (Vallonia)              | 2                 |
| Canada                         | 2                 |
| Danimarca                      | 4                 |
| Paesi Bassi                    | 1                 |
| Europa                         | 1                 |
| Finlandia                      | 16                |
| Francia                        | 2                 |
| Germania                       | 2                 |
| Irlanda                        | 4                 |
| Italia                         | 5                 |
| Nuova Zelanda                  | 5                 |
| Norvegia                       | 11                |
| Svezia                         | 9                 |
| Svizzera                       | 2                 |
| Rhythm and blues (Regno Unito) | 9                 |
| Billboard (USA)                | 1                 |
| Rhythm and blues/hip hop (USA) | 8                 |
| Dance (USA)                    | 1                 |
| ARC Weekly (USA)               | 1                 |

### Classifiche di fine anno
| Classifica (1997) | Posizione |
| ----------------- | --------- |
| Italia            | 41        |